# Спандонк, Герард ван
Герард (Жерар) ван Спандонк (нидерл. Gerard van Spaendonck; 22 марта 1746, Тилбург, Нидерланды — 11 мая 1822, Париж) — голландский художник, мастер создания цветочных натюрмортов, работавший во Франции. Брат художника  Корнелиса ван Спандонка.

## Биография
Родился в 1746 году в Тилбурге, Нидерланды. Первые уроки живописи получил у Виллема Якоба Херрейнса в Антверпене. В 1769 году переехал в Париж вместе с братом. 
В 1774 году получил звание придворного художника. В 1780 году сменил Франсуазу Баспорт (1701–1780) на посту штатного художника Сада Растений (парижского ботанического сада).  Вскоре после этого был избран членом французской Королевской академии живописи и скульптуры. 
Творческое наследие ван Спандонка можно разделить на две большие группы работ. Первую часть составляют акварельные ботанические иллюстрации, с точностью воспроизводящие внешний вид растений. Такие акварели Спандонк создавал и как штатный художник в парижском Саду Растений, и на продажу для коллекционеров ботанических акварелей, среди которых был и сам король Франции (в его коллекцию вошло более пятидесяти работ). 24 подобных акварели Спандонка были гравированы и изданы под названием  «Fleurs Dessinees d'apres Nature» («Цветы, нарисованные с натуры»), в помощь художникам, желающим освоить искусство цветочной живописи.
Вторую часть работ Спандонка составляют картины, написанные маслом — насыщенные, живые и романтические цветочные натюрморты, с изображениями цветов различных видов, особенно часто — роз. Такие работы Спандонка особенно ценились современниками и не утратили своей красоты и свежести и в настоящее время. Один из наиболее выдающихся мастеров цветочного натюрморта, Жан Франсуа ван Даль, считал себя его учеником.
В 1804 году Наполеон наградил Спандонка орденом Почётного легиона.
Скончался Спандонк в 1822 году в Париже и был похоронен на кладбище Пер-Лашез.